# Освиго (Канзас)
Освиго (енгл. Oswego) град је у америчкој савезној држави Канзас.

## Демографија
По попису из 2010. године број становника је 1.829, што је 217 (-10,6%) становника мање него 2000. године.
| Група             | 2000.         | 2010.         |
| Белци             | 1.855 (90,7%) | 1.640 (89,7%) |
| Афроамериканци    | 68 (3,3%)     | 28 (1,5%)     |
| Азијати           | 4 (0,2%)      | 1 (0,1%)      |
| Хиспаноамериканци | 37 (1,8%)     | 47 (2,6%)     |
| Укупно            | 2.046         | 1.829         |